# 新北市五股區德音國民小學
新北市五股區德音國民小學(英語：De-Yin Elementary School, Wugu District, New Taipei City)，位於台灣新北市五股區，是一所六年制國民小學。
1992年，發起國語日報閱讀計畫，1999年，落實獨立閱讀教學，推進小學生閱讀能力教育。
2014年該校獲第54屆全國中小學科學展覽會第2名。
2015年該校獲第55屆全國中小學科學展覽會第1名。
2016年為配合新北市動物保護處推廣愛護動物，學校為貓咪與學生相處提供場所。

## 歷史沿革
- 1989年8月1號：新設校，由白寶貴女士擔任首任校長
- 1990年5月4日：創校動土
- 1991年8月1日：正式招生18班
- 1993年4月21日：全校推動小書蟲閱讀計畫
- 1994年：開始實施開放教育
- 1997年：8月1日：首任校長白寶貴女士榮退，由韋校長泉婉女士接任
- 1998年：全校共51班，學生1836人
- 1999年：增建教室14建，全校共57班
- 2000年：校務評鑑特優
- 2002年：輔導工作績優學校
- 2005年：第二任校長榮調土城市安和國小，由陳校長喬木接任本校第三任校長
- 2007年：成立體育班，並獲為新北市101低碳學校
- 2008年：校務評鑑優等
- 2009年：辦理20週年校慶活動，興建風雨球場
- 2012年：代理校長鄭旭泰校長榮調八里區長坑國小，由沈玉芬校長接任本校第四任校長
- 2013年：接受校務評鑑

## 校長
- 第一任：白寶貴
- 第二任：韋泉婉
- 第三任：陳喬木
- 第四任：沈玉芬
- 第五任：李財福